# علامة أوسبتز
علامة أوسبتز (بالإنجليزية: Auspitz's sign)‏ هي علامة طبية تتضمن ظهور بقع من نزيفٍ مُنقط عند كشط قشور الصدفية. سُميت العلامة نسبةً إلى هاينريش أوسبتز. تحصل هذه العلامة بسبب رُفع في طبقة البشرة المُغطية لقمم حليمات أدمية، كما أنَّ الأوعية الدموية ضمن الحليمات تكون مُنتفخة ومتعرجة، وبالتالي تنزف دم بسهولة عن إزالة القشرة.